# Isabel Bartal
Isabel Bartal (* 1964) ist eine Schweizer Politikerin (SP). Seit 2014 ist sie Mitglied des Zürcher Kantonsrats.

## Leben
Isabel Bartal ist promovierte Soziologin und Unternehmerin und wohnt in Zürich. Sie ist spezialisiert auf Migration, Inklusion und Diversität. Im Staatssekretariat für Migration verantwortete Bartal von 2008 bis 2012 die Gesamtprojektleitung für das Rahmenkonzept für Sprachförderung «fide | Französisch, Italienisch, Deutsch» in der Schweiz. Zuletzt leitete sie das Institut ECAP Sprache & Integration in Zürich. Bartal führt ein Büro für Sozialforschung und Beratung und doziert seit März 2021 an der Pädagogischen Hochschule Luzern.

## Politik
Bartal ist Mitglied der Sozialdemokratischen Partei der Schweiz (SP). Am 27. Oktober 2014 trat sie für die Kreis 7 und 8 in den Zürcher Kantonsrat ein. Seit dem 30. Mai 2022 ist Bartal dort Mitglied der Kommission für Staat und Gemeinden.